# Steyr-Puch Pinzgauer

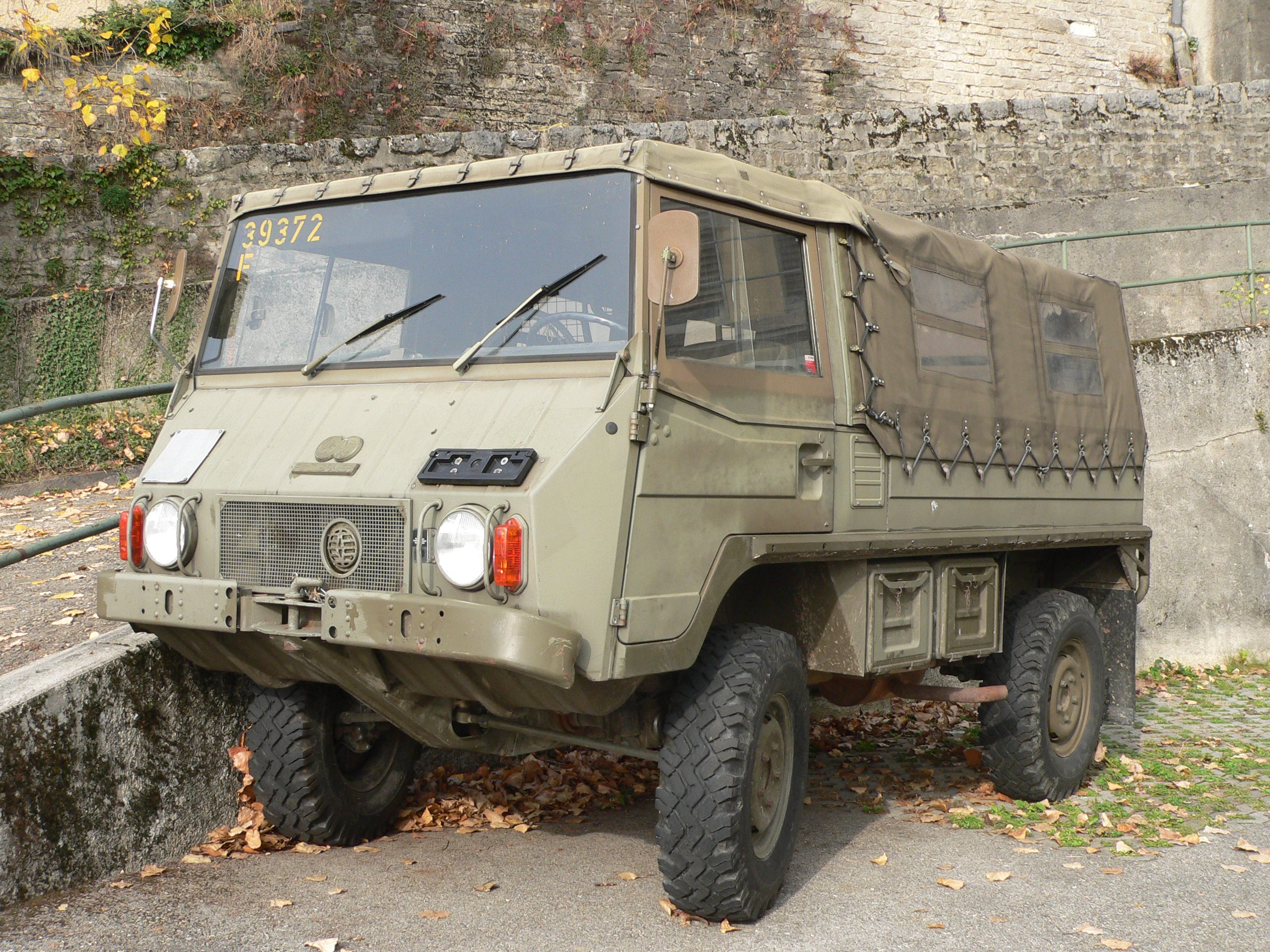
Steyr-Puch Pinzgauer militärfordon kom vid samma tid som Tgb11 och modellerna har stora likheter i form och funktion.

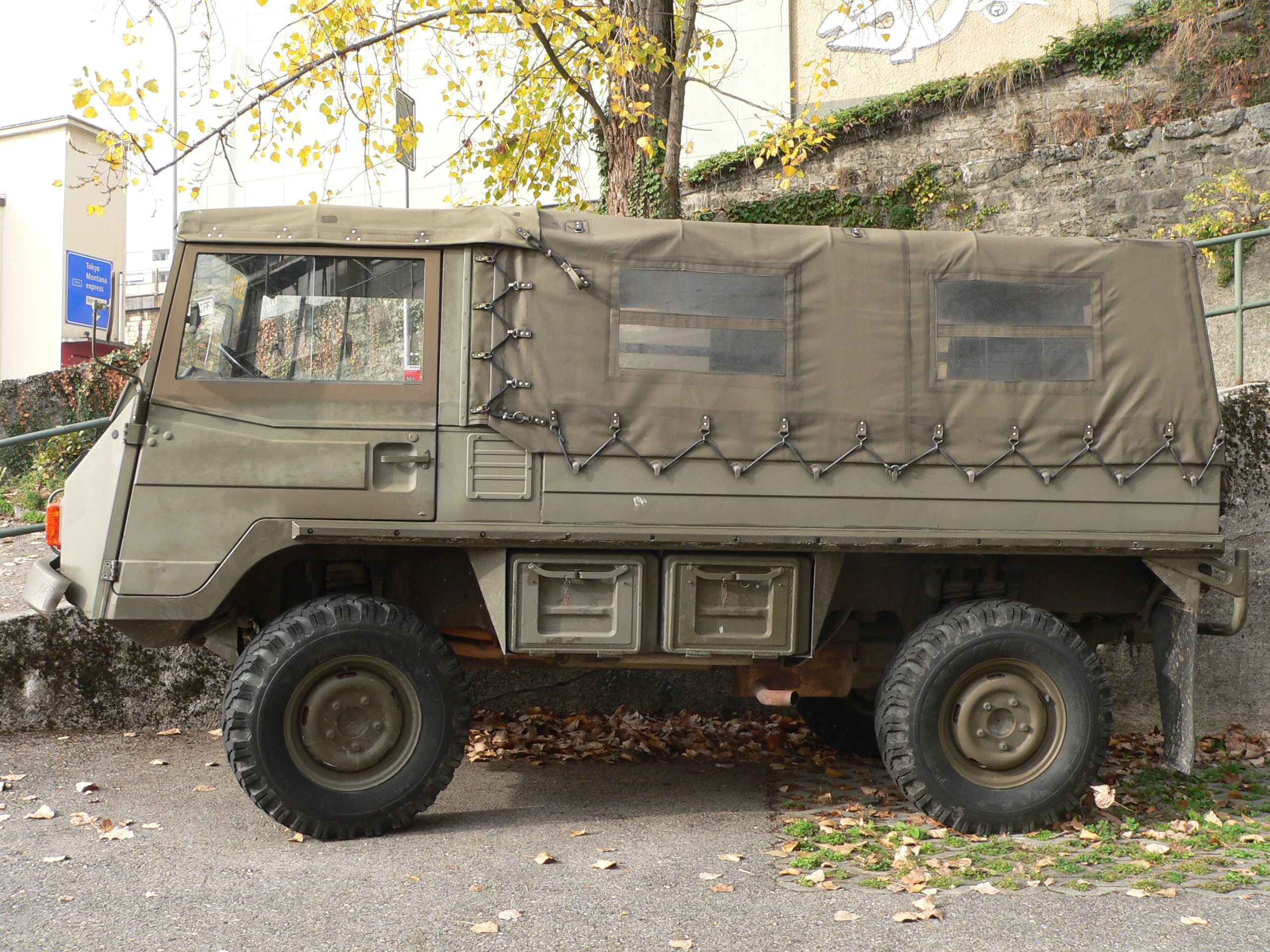
Steyr-Puch Pinzgauer militärfordon

Steyr-Puch Pinzgauer, terrängfordon från Steyr-Daimler-Puch, tillverkade 1971-2000 av Steyr-Daimler-Puch, idag av Automotive Technik
Steyr-Puch Pinzgauer utvecklades av Steyr-Daimler-Puch. Föregångare till modellen är Steyr-Puch Haflinger. Precis som Haflinger har Pinzgauer fått sitt namn efter en österrikisk hästras. Pinzgauer har inte bara varit vanlig i Österrikes armé under många år utan även haft internationella försäljningsframgångar. Idag sker tillverkningen i Storbritannien och företaget som tagit över tillverkningen från Steyr-Daimler-Puch heter Automotive Technik.
Steyr-Puch Pinzgauer är ett robust och mångsidigt terrängfordon, känt för sin höga markfrigång, långa fjädringsväg och imponerande framkomlighet i svår terräng. Fordonet finns i både 4x4- och 6x6-versioner (likt Volvos tgb11 och tgb13/20) och har använts flitigt av militärer, räddningstjänster och expeditioner världen över.
Pinzgauer har en centralrörsram och portalaxlar, vilket ger bra markfrigång utan att kompromissa med stabiliteten. Dessutom är det känt för sin pålitlighet och enkla underhåll, vilket gjort det populärt i både extrema klimat och avlägsna områden. Fordonet kan transportera både trupp och utrustning och är anpassat för att kunna köras i vatten, sand, snö och bergsterräng.
Trots att designen har sina rötter i 1960-talet är Pinzgauer fortfarande uppskattat för sin konstruktion och terrängegenskaper, och många äldre exemplar är fortfarande i drift.